# Lingua franca
Lingua franca är ett språkvetenskapligt begrepp som i nutid generellt betecknar ett språk som används vid kommunikation mellan människor som inte förstår varandras modersmål. Det kan vara ett fullt utvecklat språk eller ett förenklat pidginspråk, alternativt även regional jargong. En vanlig form av det senare är handelsjargong; förenklade språk som används vid handel.
I modern tid utgör engelska lingua franca för större delen av världen. I Norden finns historiska exempel som ryssnorska och borgarmålet.

## Etymologi
Begreppet lingua franca är latin för ”frankisk tunga” (se lingua, franker) och betecknade ursprungligen ett idag utdött pidginspråk utvecklat i Medelhavsområdet under korstågstiden för kommunikation mellan parter som annars inte förstår varandras tal.

## Historia
Termen lingua franca användes för första gången av franska och italienska korsfarare i medelhavsområdet för att kommunicera med varandra. Den huvudsakliga metoden var att förenkla sina egna språk..  
Från början avsåg termen lingua franca ett enda pidginspråk (blandspråk), vars ordförråd mest var hämtat från portugisiska och som från högmedeltiden och framåt användes i handel och liknande kontakter mellan araber och européer i medelhavsområdet. Lingua franca betyder ordagrant "det frankiska språket", vilket hör samman med att muslimerna efter slaget vid Poitiers år 732 kallade alla romansktalande västeuropéer för franker. Den första texten skriven på lingua franca är daterad 1353. Det finns bevis på förekomst redan på 1200-talet men då i betydligt enklare form. Lingua franca talades i medelhavsområdet – i Frankrike, Portugal, Algeriet med flera områden – och användes framför allt för handel med vapen och annan krigsutrustning. Lingua franca talades så sent som på 1900-talet. Som kuriosum kan sägas att det finns uppgifter om att européerna trodde det var arabiska, och araberna trodde det var franska.[källa behövs]
Lingua franca ska inte förväxlas med Lingua Franca Nova, som är ett konstgjort planspråk.

## Exempel på lingua franca
Se även engelska artikeln: List of lingua francas

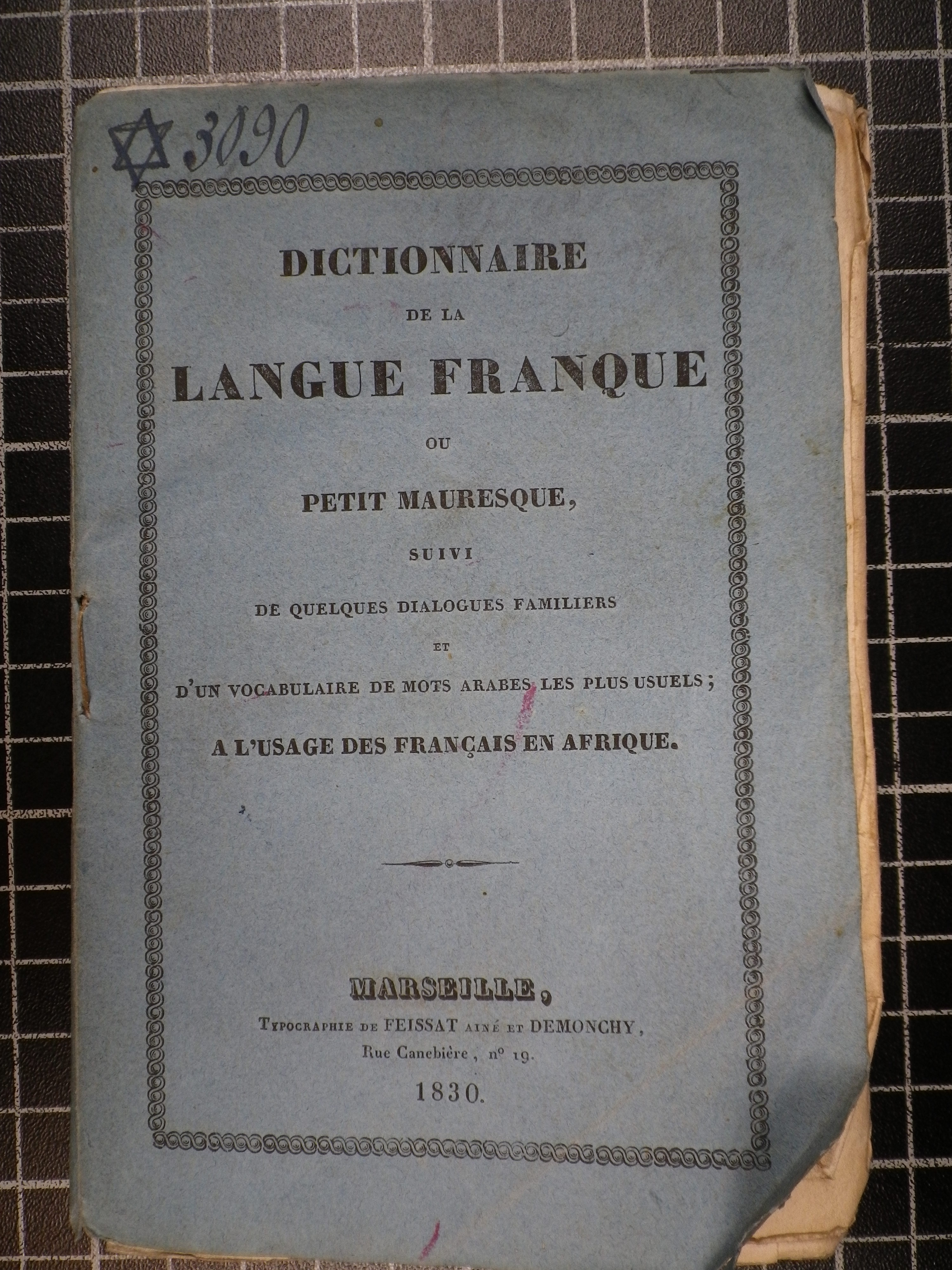
Franska var lingua franca i Afrika på 1830-talet.

Bland nutida lingua franca i världen kan nämnas engelska, kinesiska, franska, spanska och ryska.
Genom historien har det funnits olika lingua franca i olika regioner. Arameiska (sydvästra Asien mellan 700-talet f.Kr. och 650 e.Kr.) och klassiskt latin (i Romarriket och i Hansaförbundet).

### Afrika
| Språk   | Lingua franca i              | Övrig information                      | Källa |
| ------- | ---------------------------- | -------------------------------------- | ----- |
| hausa   | Niger Nigeria                | bland muslimer i Benin, Togo och Ghana | [ 3 ] |
| sango   | Centralafrikanska republiken |                                        | [ 4 ] |
| swahili | Östafrika                    | officiellt språk i Tanzania och Kenya  | [ 5 ] |

### Asien
| Språk        | Lingua franca i     | Övrig information                                     | Källa |
| ------------ | ------------------- | ----------------------------------------------------- | ----- |
| arameiska    | Sydvästasien        | 700-talet f.Kr. till 650 e.Kr.                        | [ 1 ] |
| kinesiska    | Östasien            | Mestadels på grund av skriftsystemet.                 | [ 6 ] |
| malajiska    | Malajiska öarna     | I Indonesien heter språket indonesiska.               | [ 7 ] |
| nederländska | Sydostasien         | utdött, renässansen till sena 1900-talet              |       |
| sanskrit     | Indien (historiskt) | Nuförtiden ett viktigt språk i hinduism och buddhism. | [ 8 ] |

### Europa
| Språk           | Lingua franca i | Övrig information                               | Källa  |
| --------------- | --- | ----------------------------------------------- | ------ |
| borgarmålet     | Lappmarken | utdött, pidginspråk eller jargong               |        |
| högtyska        | Danmark, Norge · Kejsardömet Ryssland · Polsk-litauiska samväldet · Sverige · Tysk-romerska riket · Österrike-Ungern | utdött, i bruk under 1500-talet till 1800-talet |        |
| klassiskt latin | Romarriket · Hansaförbundet                                                                                          | utdött, i bruk fram tills medeltiden            | [ 1 ]  |
| lågtyska        | Hansaförbundet Östersjön Danmark, Norge Sverige                                                                      | utdött, främst medeltiden                       |        |
| ryska           | Oberoende staters samvälde                                                                                           |                                                 | [ 9 ]  |
| ryssnorska      | / Nordkalotten, Norra ishavet                                                                                        | utdött, pidginspråk                             |        |
| serbokroatiska  | Serbien Bosnien och Hercegovina Kroatien Montenegro                                                                  | Under Jugoslavien                               | [ 10 ] |
| svenska         | Centrala Östersjön, Norra Östersjön                                                                                  | idag begränsat bruk, ej längre i Estland        |        |

### Nordamerika
Alla lingua franca nämnda nedan, användes tidigare i olika delar av Nordamerika. Nuförtiden dominerar engelska dessa regioner.
| Språk                        | Lingua franca i             | Övrig information | Källa  |
| ---------------------------- | --------------------------- | ----------------- | ------ |
| chinook jargong(en)          | Pacific Northwest           | Utdött            | [ 11 ] |
| eskimåisk handelsjargong(en) | Mackenziefloden             | Utdött            |        |
| slavey jargong(en)           | Liardfloden Mackenziefloden | Utdött            |        |

### Sydamerika
Alla lingua franca nämnda nedan, användes tidigare i olika delar av Sydamerika. Nuförtiden dominerar engelska och spanska dessa regioner.
| Språk   | Lingua franca i | Övrig information | Källa  |
| ------- | --------------- | ----------------- | ------ |
| nahuatl | Aztekriket      |                   | [ 12 ] |
| quechua | Inkariket       |                   | [ 13 ] |